# 池田真枚
池田 真枚（いけだ の まひら）は、奈良時代の貴族。姓は朝臣。官位は従五位下・鎮守副将軍。

## 経歴
天平宝字8年（764年）藤原仲麻呂の乱終結後の10月に、乱鎮圧の功労によるものか従八位上から12階昇進して従五位下に叙爵。称徳朝では神護景雲2年（768年）に検校兵庫将軍の官職が新設されるとその軍監（三等官）に任ぜられる。
宝亀元年（770年）光仁天皇即位後まもなく上野介として地方官に遷るが、宝亀5年（774年）少納言として京官に復すと、以降宝亀11年（780年）長門守として地方官に転じるまで、光仁朝後半はこれを務めた。
桓武朝の延暦6年（787年）鎮守副将軍となり蝦夷征討に当たる。延暦8年（789年）6月の征東大将軍・紀古佐美による陸奥国胆沢（現在の岩手県奥州市）への侵攻に際し、征東副使・入間広成と鎮守府副将軍・安倍猨嶋墨縄と共に、北上川の渡河を伴う大規模な軍事作戦を実行したが、蝦夷の族長・アテルイらの軍勢の挟み撃ちに逢って大敗する（巣伏の戦い）。同年9月には大納言・藤原継縄らから敗戦に関する取り調べを受け、その結果、愚かで頑固かつ臆病で拙劣であり、兵士を進退させる際に平静を失って軍機を逸したことから官位剥奪に該当するところ、日上湊（胆沢にあった北上川渡河港）で溺れていた兵士を救助した功労により解官に留まった。

## 官歴
『六国史』による。
- 時期不詳：従八位上
- 天平宝字8年（764年） 10月26日：従五位下（越階）
- 神護景雲2年（768年） 11月29日：検校兵庫軍監
- 宝亀元年（770年） 10月23日：上野介
- 宝亀5年（774年） 3月5日：少納言
- 宝亀8年（777年） 正月25日：員外少納言
- 宝亀10年（779年） 6月13日：少納言
- 宝亀11年（780年） 3月20日：長門守
- 延暦6年（787年） 2月25日：鎮守副将軍
- 延暦8年（789年） 9月19日：解官